# Kristine Edner
Kristine Edner (* 8. November 1976 in Røa; ⚭ Kristine Edner Wæhler) ist eine ehemalige norwegische Fußballspielerin.

## Karriere

### Vereine
Edner begann für die in ihrem Geburtsort ansässigen Røa Dynamite Girls mit dem Fußballspielen, der Verein der auf Initiative von ihrem Vater Ole-Bjørn und ihr im Jahr 1984 gegründet wurde und damit die Möglichkeit bot, das erste Mal organisiertes Training im Mädchenfußball anzubieten. Bis Ende des Jahres 1992 gehörte Edner der Mannschaft an, bevor sie sich der 1993 gegründeten Frauenfußballmannschaft des Røa IL anschloss, die ihren Spielbetrieb in der 4. Divisjon aufnahm. Ihren ersten nennenswerten Einsatz hatte sie am 5. Mai 1999 im Wettbewerb um den nationalen Vereinspokal bei der 1:11-Niederlage bei Asker Fotball in der zweiten Spielrunde, wie auch am 14. August 2000 beim 5:0-Sieg im Heimspiel gegen den Gjelleråsen Idrettsforening mit ihrem zugleich einzigen Punktspiel in der 1. Divisjon, der zweithöchsten Spielklasse im norwegischen Frauenfußball.
In der Spielzeit 2001 war sie mit ihrer Mannschaft das erste Mal in der Toppserien, der höchsten Spielklasse im norwegischen Frauenfußball, vertreten. Ihr erstes von zunächst 123 Erstligaspielen bestritt sie am 21. April 2001 bei der 1:4-Niederlage im Heimspiel gegen den Trondheims-Ørn SK über 90 Minuten. Ihr erstes von zwei Toren in 18 Punktspielen in dieser Spielzeit erzielte sie am 15. September 2001 beim 4:3-Sieg im Auswärtsspiel gegen den FK Athene Moss mit dem Treffer zum  2:0 in der 26. Minute. Mit der Mannschaft gewann sie je viermal die Meisterschaft und den nationalen Vereinspokal.
Auf internationaler Vereinsebene nahm sie mit ihrer Mannschaft je einmal am Wettbewerb um den UEFA Women’s Cup und an der Premiere der Champions-League, wie der Wettbewerb sich fortan nannte, teil. In den drei Spielen der Gruppe B1 der 2. Runde erzielte sie ebenso viele Tore. In der Saison 2009/10 bestritt sie die beiden Erstrundenspiele gegen den FC Everton (30. September und 7. Oktober) sowie das Achtelfinalrückspiel bei Swesda 2005 Perm am 11. November 2009, der aufgrund der seinerzeit geltenden Auswärtstorregel in das Viertelfinale einzog.
In Erwartung ihres ersten Kindes im Jahr 2010 legte sie auch in jener Spielzeit eine Pause ein, sodass sie in der Spielzeit 2012 in einem weiteren Punktspiel am 19. Mai den Anschluss zu der ersten Mannschaft aufnahm; es endete mit dem 4:2-Sieg im Heimspiel gegen den Amazon Grimstad FK. Vom 9. Mai bis zum 2. November 2013 bestritt sie ihre letzten 17 Punktspiele für die erste Mannschaft, in denen ihr noch einmal ein Tor gelang.
Von 2011 bis 2021 spielte sie für den Røa Fotball Elite 2, der Zweitvertretung des Stammvereins, in der nunmehr drittklassigen 2. Divisjon. In dieser Spielklasse erzielte sie 21 Tore in 42 Punktspielen.

### Nationalmannschaft
In der Nationalmannschaft wurde sie in 23 Länderspielen eingesetzt. In ihren ersten beiden kam sie bei der Teilnahme ihrer Mannschaft am Vier-Nationen-Turnier 2002 in der Volksrepublik China am 25. und 27. Januar beim 3:0-Sieg über die Nationalmannschaft Chinas und bei der 1:3-Niederlage gegen die Nationalmannschaft Deutschland zum Einsatz. Anschließend kam sie in zwei Spieljahren gegen drei Mannschaften in drei unterschiedlichen Ländern zu vier in Freundschaft ausgetragenen Länderspielen (2:2 vs. Kanada am 17. Juli 2002 in Toronto, 0:4 vs. Vereinigte Staaten am 21. Juli 2002 in Blaine, 3:3 und 4:0 vs. Dänemark am 17. und 20. Februar 2003 in La Manga del Mar Menor). Anschließend war sie mit ihrer Mannschaft im Turnier um den Algarve-Cup 2003 vertreten und wurde in den letzten beiden Spielen der Gruppe A und auch im Spiel um Platz 3, beim 1:0-Sieg über die Nationalmannschaft Frankreichs berücksichtigt. Im Turnier 2004 bestritt sie alle drei Spiele der Gruppe B sowie das Finale, in dem sie am 20. März mit ihrer Mannschaft (Einwechslung für Elisabeth Fagereng in der 74. Minute) der US-amerikanische Nationalmannschaft im Estádio Algarve mit 1:4 unterlegen war. Vor und nach diesem Turnier kam sie das erste Mal in den EM-Qualifikationsspielen zum Einsatz. Im ersten Spiel der Gruppe 2, beim 6:0-Sieg über die Nationalmannschaft Belgiens in Kristiansand, erzielte sie mit dem Treffer zum Endstand in der 90. Minute ihr erstes Länderspieltor. Ihr zweites Tor erfolgte im darauffolgenden Freundschaftsspiel gegen die Nationalmannschaft Deutschlands am 21. Juli 2004 in Hoffenheim mit dem 1:0-Siegtor bereits in der zweiten Minute. In den folgenden zwei, am 24. Juli und am 4. September in Uddevalla und in Bergen ausgetragenen, Freundschaftsspielen gegen die Nationalmannschaften Schwedens und Italiens erlebte sie die 4:0- und 3:1-Siege spielerisch mit. Danach kam sie im achten und abschließenden EM-Qualifikationsspiel der Gruppe 2, beim 2:0-Sieg über die Nationalmannschaft Spaniens am 2. Oktober in Porsgrunn, und in den beiden in Hin- und Rückspiel ausgetragenen Ausscheidungsspielen gegen die Nationalmannschaft Islands zum Einsatz. Ihren letzten Einsatz als Nationalspielerin für den NFF hatte sie am 22. Februar 2005 in La Manga del Mar Menor bei der 0:1-Niederlage gegen die Nationalmannschaft Frankreichs und dauerte 30 Minuten der ersten Spielzeit. Sie gehörte dem WM-Kader an, wurde im Turnierverlauf der in den Vereinigten Staaten ausgetragenen Weltmeisterschaft 2023 jedoch nicht eingesetzt.

## Erfolge
Nationalmannschaft
- Algarve-Cup-Finalist 2004

Røa IL
- Norwegischer Meister 2004, 2007, 2008, 2009
- Norwegischer Pokal-Sieger 2004, 2006, 2008, 2009

## Sonstiges
Im Sommer 2008 ehelichte sie den seinerzeit für den Bærum SK Fußball spielenden Thomas Wæhler (* 1983).